# گری پیتن
گری پیتن (به انگلیسی: Gary Payton (astronaut)) فضانورد اهل کشور ایالات متحده آمریکا است که در ۲۰ ژوئن ۱۹۴۸ میلادی در راک آیلند، ایلی‌نوی زاده شد. وی در مأموریت اس‌تی‌اس-۵۱-سی حضور داشته‌است.

## تحصیلات
پیتن در سال ۱۹۶۶از دبیرستان راک آیلند در ایلینوی فارغ التحصیل و سپس وارد دانشگاه برادلی شد.یک سال بعد وارد آکادمی نیروی هوایی ایالات متحده شده و در سال ۱۹۷۱با مدرک لیسانس مهندسی هوانوردی فارغ التحصیل گردید.سپس در سال ۱۹۷۲موفق به کسب مدرک فوق لیسانس علوم در رشته هوا و فضاشده و در سال ۱۹۷۳موفق به کسب مدرک خلبانی ازcraig AFB در آلاباما شد.

## اشتغال حرفه ای
پیتن از سال ۱۹۷۶الی ۱۹۸۰در ایستگا نیروی هوایی کیپ کاناورتل به عنوان کنترل‌کننده فضاپیمای آزمایشی خدمت کرد.و در سال ۱۹۸۰برای برنامه فضاپیماپیمای باسرنشین در USAF برگزیده شد.
پیتن با فضاپیمای STS-51-C در برنامه شاتل فضاپیمای دیسکاوری در سال ۱۹۸۵پرواز کرد و در مرکز فضایی کندی فرود آمد.پیتن موفق شد که مسافت ۱،۲میلیون مایل را در ۴۸ گردش زمینی طی کرده و ۷۳ساعت را در فضا سپری نماید.
آقای پیتن در حال حاضر معاون تحت فرمان دبیر نیروی هوایی برنامه فضایی می‌باشد.
وی حداقل ۱۰۸۰ساعت پروازی بر روی هواپیماهای T-37,T-38 وT-39در پرونده پروازی خویش دارد.